# ام سلمه
ام‌سلمه هند بنت ابی‌امیه مخزومی قریشی (به عربی: أم سَلَمَة هِنْد بِنْت أَبِي أُمَيَّة الْمَخْزُومِيةَّ الْقُرَشِيةَّ)، ملقب به ام سَلَمَه به معنی مادر سلمه، یکی از با نفوذترین زنان پیامبر بشمار می‌آمد که تا حد زیادی به خاطر روایت کردن احادیث گوناگون یا داستان‌های مربوط به زندگی با محمد شناخته شده‌ است.شیعیان براین باورند که ام سلمه بهترین همسر محمد پس از خدیجه بوده‌ است.

## کنیه
تاریخ‌نویسان در نام پدرش اختلاف دارند؛ بعضی گفته‌اند سهل بن المغیره بن مخزوم، و بعضی دیگر گفته‌اند حذیفه.
ابن سعد در طبقات خود می‌گوید: نام پدرش سهیل زادالرکب بن المغیره است و لقبش به زادالرکب از آنجاست که در سفر همسفرانش از توشهٔ او بهره‌مند می‌شدند و کسی زادی با خود در راه سفر نمی‌برد. مادرش عاتکه بنت عامر نام داشت.

## زندگی
ام سلمه و همسرش عبدالله بن عبدالاسد از نخستین مسلمانان بودند و سلمه و سه فرزند دیگر از آنها باقی ماند. وی بعد از اینکه همسرش بعد از زخمش در جنگ احد، کشته شد؛ به عقد پیامبر اسلام درآمد. به اعتقاد مسلمانان ازدواج پیامبر با ام سلمه به روایتی در آن زمان حدوداً سی و سه ساله و بیوه بوده‌ است.
در جریان انتخاب علی به خلافت و بروز جنگ جمل، ام‌سلمه که همراه عایشه به طواف کعبه رفته بوده، به او هشدار داد که علیه علی شورش نکند. اما عایشه حرفش را گوش نکرد. ام‌سلمه به مدینه بازگشت و از علی حمایت کرد.
ام سلمه یک سال پس از واقعه عاشورا در دهم محرم‌الحرام سال ۶۲ هجری قمری در سن ۸۸ سالگی از دنیا رفت و در قبرستان بقیع به خاک سپرده شد ، او آخرین زن از همسران محمد پیامبر اسلام بود که از دنیا رفت.

## فرزندان
از ازدواج ام‌سلمه و عبدالله بن عبدالاسد، چهار فرزند گزارش شده است که عبارتند از: سلمه، عمر، زینب و دورا. از زندگانی سه فرزند او، اطلاعاتی از دست نیست، اما عمر بن عبدالله، از یاران علی بن ابی‌طالب در جنگ جمل بود که مدتی از جانب علی بن ابی‌طالب، والی بحرین و فارس -و به قولی حلوان، ماه و ماسبذان- شد.